# Алекса Палладіно
Алекса Палладіно (англ. Aleksa Palladino; нар. 21 вересня 1980, Нью-Йорк, США) — американська акторка та співачка. Найвідоміша своєю грою в таких стрічках як «Менні та Ло», «Визнайте мене винним», «Підпільна імперія», «Поворот не туди 2» та «Ігри диявола».

## Акторська кар'єра
Дебютною роботою в кар'єрі Палладіно стала стрічка «Менні та Ло», де вона зіграла з Скарлетт Йоганссон. Наступного року отримала свою першу головну роль; це був короткометражний фільм «Найвідданіша вболівальниця».
Протягом 2000—2004 року знялась в головній ролі у фільмі «Червоний бруд», а також з'являлась в епізодах серіалів «Закон і порядок: Злочинні наміри», «Клан Сопрано» та «Закон і порядок».
2007 року знялась в триллері «Поворот не туди 2».
2010 року зіграла Енджелу Дармоді у телесеріалі HBO «Підпільна імперія». Її наступною вагомою роллю стала робота в «Ірландці» Мартіна Скорсезе, де вона зіграла Мері Ширан.
2019 року знялась в серіалі «Найгучніший голос».

## Музична кар'єра
Протягом десяти років була вокалісткою гурту «Exitmusic», який вона створила разом зі своїм чоловіком Девоном Черчом. 2007 року гурт випустив свій перший альбом The Decline of the West, 2011 — EP «From Silence», а 2012 — Passage. Останній альбом The Recognitions був виданий 2018 року.

## Особисте життя
Народилась на Мангеттені в Нью-Йорку. Вона єдина дитина режисерки, співачки, фотографині, художниці та продюсерки Сабріни Палладіно та внучка художниці й скульпторки Енджели Палладіно та ілюстратора і графічного дизайнера Ентоні Палладіно (розробив надписи для роману «Психоз».

## Дискографія
з Exitmusic
- The Decline of the West (2007)
- From Silence (EP) (2011)
- Passage (2012)
- The Recognitions (2018)

## Фільмографія
| Рік       |   | Українська назва                 | Оригінальна назва                  | Роль                                 |
| --------- | - | -------------------------------- | ---------------------------------- | ------------------------------------ |
| 1996      | ф | Менні та Ло                      | Manny & Lo                         | Ло                                   |
| 1997      | ф | Найвідданіша вболівальниця       | Number One Fan                     | Седі                                 |
| 1998      | ф | Боротьба з алігаторами           | Wrestling with Alligators          | Медді Гокінс                         |
| 1998      | ф | Пригоди Себастьяна Коула         | The Adventures of Sebastian Cole   | Мері                                 |
| 2000      | ф | Червоний бруд                    | Red Dirt                           | Емілі Волі                           |
| 2001      | ф | Казкар                           | Storytelling                       | Кетрін                               |
| 2002      | с | Закон і порядок: Злочинні наміри | Law & Order: Criminal Intent       | Ліллі Карлайл                        |
| 2002—2004 | с | Клан Сопрано                     | The Sopranos                       | Алекс / Алессандра                   |
| 2003      | ф | Посмішка Мони Лізи               | Mona Lisa Smile                    | Франсе                               |
| 2003      | с | Закон і порядок                  | Law & Order                        | Тереза Дросі                         |
| 2005      | с | Медіум                           | Medium                             | Лайла Галлагер / Джеральдін Генскомб |
| 2006      | ф | Визнайте мене винним             | Find Me Guilty                     | Марина Дінорсіо                      |
| 2006      | с | Без сліду                        | Without a Trace                    | Кейті Данкан                         |
| 2007      | ф | Портрет Доріана Грея             | The Picture of Dorian Gray         | Сібил Вейн                           |
| 2007      | ф | Поворот не туди 2: Безвихідь     | Wrong Turn 2: Dead End             | Мара Стоун                           |
| 2007      | ф | Ігри диявола                     | Before the Devil Knows You're Dead | Кріс                                 |
| 2009      | с | Закон і порядок: Злочинні наміри | Law & Order: Criminal Intent       | Енджела                              |
| 2010—2011 | с | Підпільна імперія                | Boardwalk Empire                   | Енджела Дармоді                      |
| 2014      | с | Елементарно                      | Elementary                         | Айріс Ланзер                         |
| 2015      | с | Зупинись і гори                  | Halt and Catch Fire                | Сара Вілер                           |
| 2016      | ф | Жахливі свята                    | Holidays                           | Персіан                              |
| 2018      | с | Нерозкрита справа                | Unsolved                           | Меган Пул                            |
| 2019      | ф | Ірландець                        | The Irishman                       | Мері Ширан                           |
| 2019      | ф | Ефект Мандели                    | The Mandela Effect                 | Клер                                 |
| 2019      | с | Найгучніший голос                | The Loudest Voice                  | Джуді Латерца                        |
| 2021      | ф | Звір у його голові               | No Man of God                      | Керолін Ліберман                     |